# Romagnano Sesia
Romagnano Sesia – miejscowość i gmina we Włoszech, w regionie Piemont, w prowincji Novara, u wylotu doliny Valsesia w Alpach Pennińskich.
Według danych na rok 2004 gminę zamieszkiwało 4213 osób, 234,1 os./km².